# Abbaye de Gräfrath
L’abbaye de Gräfrath est une ancienne abbaye bénédictine à Gräfrath, aujourd'hui quartier de Solingen, dans le Land de Rhénanie-du-Nord-Westphalie et l'archidiocèse de Cologne.

## Histoire
Près de la source de l'Itter (de) dans le village de Greverode, l'abbaye de Vilich (de) appartient à une cour avec une chapelle. En 1185, une apparition de la Vierge Marie s'y produit. L'abbesse Élisabeth initie la fondation d'un monastère, qui est acceptée le 31 juillet 1187 par l'archevêque de Cologne, Philippe de Heinsberg. Le grand nombre de femmes seules dans l'aristocratie, causé par la mort de nombreux nobles lors des croisades et des querelles, fait augmenter rapidement le nombre de religieuses dans l'abbaye de Gräfrath, de sorte que l'archevêque Engelbert de Berg se sent obligé de limiter le nombre à quarante. Au-delà de ce nombre, de nouvelles religieuses doivent apporter des actifs importants au couvent. L'abbaye-mère de Vilich construit beaucoup dans la seconde moitié du XIIIe siècle, ce qui devient si menaçant financièrement que l'archevêque de Cologne, Wigbold de Holte (de), intervient et limite le nombre de filiations de Vilich à douze. À la tête de l'abbaye de Vilich, il nomme le prévôt Winrich comme rénovateur de l'abbaye de Gräfrath. Winrich réussit en quelques années comme en mettant en place une brasserie et une briqueterie.
Les comtes de Berg soutiennent l'abbaye en donnant et en accordant des privilèges. En 1257, le comte Adolphe IV de Berg confirme que l'abbaye est exempte de droits de douane dans le port de Monheim am Rhein. Le port n'est pas seulement important en raison du transport de matériel pour la construction et l'agrandissement de l'église. L'abbaye-mère de Vilich est en amont. À proximité de Mondorf et plus en amont d'Erpel, l'abbaye de Gräfrath possède ses propres biens. De plus, l'archevêque Engelbert von Berg avait donné le la ferme d'Ehing à Mündelheim au monastère à la mémoire de son frère le comte Adolphe III de Berg, décédé lors de la croisade en Égypte en 1218. Le comte Adolphe V de Berg, vainqueur de la bataille de Worringen, est enterré dans l'église abbatiale en 1296. Son épouse Élisabeth de Gueldre devient nonne à Gräfrath et enterrée après sa mort en 1313 aux côtés de son mari. En mémoire du comte Adolphe V, son frère et successeur Guillaume accorde à l'abbaye un privilège rentable en 1298 : le vin ne peut être vendu que dans la maison viticole du monastère de Gräfrath. Il accorde également au monastère une exonération fiscale substantielle en 1301, ce qui signifie que le monastère n'a plus à payer pour une propriété dans le comté de Berg. Au XVe siècle, avec près de 1 000 acres, le monastère est le plus grand propriétaire foncier de la région de Solingen.
Selon la légende, un éclat d'os de Catherine d'Alexandrie est amené à l'abbaye comme une relique en 1309. Un chevalier, un comte de Hückeswagen (de), l'avait pris du mont Sinaï en cadeau à sa sœur, qui est religieuse à Grafrath. Sur le chemin du retour à travers la Méditerranée, son navire se trouve dans une violente tempête. Le reliquaire coule. Un ange aurait donné cette boîte à sa sœur de Grafrath. Un document affirme que la mère du comte Adolphe V et régente de l'ancien comté de Hückeswagen, Marguerite de Hochstaden, donne un vase en verre avec de l'huile des os de Catherine en 1312. Comme des pèlerins témoignent que l'huile, le lait, le miel, l'eau et le sang coulent de la partie osseuse, de plus en plus de pèlerins viennent à Gräfrath pour voir le miracle. Après la mort de la religieuse Catherine de Hückeswagen en 1323, il n'y a plus de miracles, mais la relique de Catherine est encore vénérée jusqu'au XVe siècle. Une confrérie Catherine est formée au plus tard en 1346. Elle a comme membres le roi Jean de Bohême, un comte de Sayn, Guillaume V de Juliers et son jeune frère Walram, archevêque de Cologne. L'autel Sainte-Catherine est mentionné pour la première fois en 1354. La chapelle Sainte-Catherine est probablement construite dans l'église abbatiale au XIVe siècle. La chapelle et l'autel survivent à l'incendie de 1686 puis sont détruits lors du deuxième incendie en 1717. Les pierres de délimitation avec lesquelles le couvent marque son bien immobilier portent le roue de Catherine comme symbole. En 1817, le chœur de l'église Sainte-Catherine de la paroisse catholique est fondé à Gräfrath. C'est aujourd'hui le plus ancien chœur d'église de Solingen.
Malgré leur attachement à l'Église catholique, les ducs de Berg se joignent au régime de gouvernement seigneurial des églises. En 1471, une visite à l'abbaye de Gräfrath est organisée pour l'archevêque de Cologne Robert du Palatinat. En conséquence, les religieuses sont soumises aux règles strictes de la réforme de Bursfelde des abbayes bénédictins. La réforme protestante apporte de nouveaux changements pour l'abbaye. Elle est transformée en Frauenstift augustine au début du XVIIe siècle. L'administration est prise en charge par un profane. Le 10 juillet 1610, le sceau de l'abbesse est renouvelé. En 1614, l'abbesse Maria Magdalena von Hochstaden acquiert une propriété près de la basilique Saint-Cunibert de Cologne. Le Grieffrader Hoff est l'entrepôt provisoire des produits agricoles des domaines de l'abbaye pour le marché de Cologne ainsi que l'hébergement des chanoinesses de Gräfrath à Cologne. Le quartier devient une enclave catholique. Le pasteur Harspelt, vicaire de l'autel Saint-Georges dans l'église abbatiale, anime la petite communauté catholique en fondant une confrérie en modèle de la confrérie médiévale qui reçoit le consentement du pape Benoît XIII en 1725. L'abbesse Wilhelma Katharina von Landsberg (de) fonde une école catholique dans le couvent le 11 mars 1734. Une école évangélique à Gräfrath est mentionnée dès 1612.
Lorsque Gräfrath brûle le 27 décembre 1686, seule le clocher de l'église abbatiale avec la chapelle Sainte-Catherine reste debout. Pour aider à la reconstruction, Jean-Guillaume de Neubourg-Wittelsbach soulage l'abbaye de tous les frais réels et de personnel pendant cinq ans. En raison de ses revenus à l'extérieur de Gräfrath, l'abbaye peut aider les citoyens à reconstruire leurs maisons en prêt. En 1717, après un coup de foudre, le couvent de style baroque, reconstruit en 1704, est à nouveau en feu. Cette fois, la chapelle Sainte-Catherine est détruite, tandis que Gräfrath est épargné par les étincelles volantes. L'abbaye doit être reconstruite. La construction de l'église est achevée en 1727, suivie en 1748 pour son intérieur baroque. Pendant la guerre de Sept Ans (1756-1763), l'abbaye subit le passage des troupes françaises et prussiennes. En 1796, lors de la Première Coalition, lorsque les troupes françaises sont cantonnées, le couvent est de nouveau sollicité. Dès 1794, les abbesses et les religieuses de l'abbaye de Milen près de Saint-Trond dans les Pays-Bas autrichiens les avaient invitées lorsqu'elles furent chassées par les troupes françaises.
La dernière abbesse Sophia von Poseck fait crépir l'église abbatiale peu de temps avant sa dissolution. Le recès de la Diète d'Empire de 1803 prononce la dissolution et donc la poursuite des travaux de réparation. Le revenu annuel total du monastère de 8 000 finançait notamment les pensions des dix dernières chanoinesses et d'une sœur laïque. Le prêtre catholique, qui en était également payé, doit emménager dans le bâtiment du monastère. Le Bandesmühle (de), le plus grand des moulins de l'abbaye, est vendu aux enchères par l'électeur de Palatinat-Bavière Maximilien, qui est également duc de Berg jusqu'en 1806. Pendant le grand-duché de Berg, bref état napoléonien, de 1806 à 1813, tous les privilèges de l'abbaye, comme le commerce viticole, sont supprimés. En juillet 1818, l'administration des propriétés publiques de la province de Juliers-Clèves-Berg se charge de la vente du domaine abbatial et d'autres anciens biens monastiques. En raison du manque de succès de la campagne de vente à l'été 1822, après la formation de la province de Rhénanie, les lots sont divisés par l'administration et mises en vente à nouveau.
Les murs qui entourent l'abbaye sont complètement enlevés par les citoyens de Gräfath dans la première moitié du XIXe siècle afin qu'ils n'aient plus à la contourner. Des rues peuvent être construites directement. L'ophtalmologiste Friedrich Hermann de Leuw (de) crée une station thermale pour les maladies ophtalmologiques, investit sa richesse dans des propriétés, y compris près de 1 000 acres d'anciens domaines du couvent et fait construire une villa (de). Son fils aîné, le peintre Friedrich August de Leuw (de), y pose son atelier et la vend en 1866 à un négociant en bois. Luise de Leuw, plus tard Mme Firnenburg, hérite du domaine forestier et l'introduit dans une Fondation De-Leuw. Le fils Eduard de Leuw, alors maire de Cronenberg, obtient le domaine de Buchenhofen, propriété de l'abbaye depuis 1193. En 1862, le fils Constantin de Leuw, vivant à Arnhem, met à louer environ 142 acres et des bâtiments résidentiels et agricoles nouvellement construits.
Le bâtiment du monastère devient une caserne prussienne le 15 décembre 1818. Le complexe du monastère, qui est fermé de tous les côtés, est reconstruit et une aile du bâtiment est démolie. En 1822, les soldats s'installent. L'école catholique et les locaux des enseignants, auparavant logés dans le monastère, doivent céder la place aux soldats. Au cours de la campagne pour la Constitution du Reich le 10 mai 1849, les insurgés de Solingen obtiennent des fusils et des vêtements dans l'armurerie de l'ancienne abbaye. Les militaires déménagent à Solingen en 1893. En 1896, le bâtiment du monastère est reconstruit à nouveau pour accueillir une maison d'enseignement. Le 1er avril 1898, la königlich-preußische Erziehungsanstalt für katholische Mädchen avec 32 filles et jeunes femmes emménage dans le bâtiment. Un bâtiment résidentiel de deux étages pour les enseignants est construit en 1900 dans le style Neuberg derrière l'église abbatiale. Un maximum de 60 à 80 filles se trouvent en même temps dans l'établissement d'enseignement avant sa fermeture en 1927 par manque d'argent. En 1903, les Augustines emménagent dans le couvent du Sacré-Cœur contre le versant sud de l'église abbatiale. Un hôpital y est installé pendant la Première Guerre mondiale. Lors de son 50e anniversaire le 22 novembre 1953, le couvent du Sacré-Cœur est une maison de retraite pour environ 70 femmes des deux confessions.
Les archives de la ville de Solingen s'installent dans le bâtiment du couvent en 1941 et y restent jusqu'à son déménagement en 1987. Le 17 juin 1946, le conseil municipal de Solingen décide d'installer une maison de retraite municipale dans l'abbaye de Gräfrath. Le 6 janvier 1948, l'installation de la quatrième maison de retraite de Solingen est achevée, elle ferme en 1976. Après les archives de la ville, le bâtiment abbatial est converti sous la direction de l'architecte Joseph Paul Kleihues en musée. En 1990, le Musée allemand de la coutellerie (de) quitte ses anciennes salles dans l'ancien hôtel de ville de Gräfrath (de) et déménage dans son nouvel emplacement avec près de 10 000 couverts et plus de 2 000 armes. L'inauguration a lieu le 6 juillet 1991.